# یاپارکا
یاپارکا (انگلیسی: Yaparka) یک شهرک در شهرستان کوشنارنکوفسکی جمهوری باشقیرستان در کشور روسیه است.